# دين سولا
دين سولا هو لاعب كرة قدم بلجيكي في مركز الهجوم، ولد في 2 مارس 1998 في بروكسل في بلجيكا. لعب مع آود هيفرلي لوفين.

## وصلات خارجية
- دين سولا على موقع الاتحاد البلجيكي (الإنجليزية)
- دين سولا على موقع قاعدة بيانات كرة القدم.إي يو (الإنجليزية)
- دين سولا على موقع Soccerway.com (الإنجليزية)
- دين سولا على موقع عالم كرة القدم.نت (الإنجليزية)